# Dalbergia villosa
Dalbergia villosa är en ärtväxtart som först beskrevs av George Bentham, och fick sitt nu gällande namn av George Bentham. Dalbergia villosa ingår i släktet Dalbergia, och familjen ärtväxter.

## Underarter
Arten delas in i följande underarter:
- D. v. barretoana
- D. v. villosa